# Departamento de Transporte de Míchigan
El Departamento de Transporte de Míchigan (en inglés: Michigan Department of Transportation, MDOT) es la agencia estatal gubernamental encargada en la construcción y mantenimiento de toda la infraestructura ferroviaria, carreteras estatales; así como sus federales, locales e interestatales, y transporte aéreo del estado de Míchigan. La sede de la agencia se encuentra ubicada en Lansing, Míchigan y su actual director es Paul C. Ajegba.